# 森麻季 (アナウンサー)
森 麻季（もり まき、1981年2月19日 - ）は、テンカラット所属のフリーアナウンサー。元日本テレビのアナウンサー。

## 来歴・人物
埼玉県川口市出身。頌栄女子学院中学校・高等学校、青山学院大学経済学部卒業。2000年、「ミス青山学院」に選ばれる。学生時代にテレビ番組のレポーターの経験があり、川合俊一と吉田恵が司会を務めるBSフジ『週刊スポーツTV』で“BSギャルズ”の一員として活躍。
2003年、日本テレビ入社。同期のアナウンサーは、鈴江奈々、上重聡、右松健太。
平日の早朝番組は、『ズームイン!!SUPER』に出演。2005年4月から『ニュース朝いち430』と『ザ!情報ツウ』を担当したため、当時放送されていた平日の全ての早朝番組に出演したことになる。
身長160cm。愛称は 「モリマキ」「マッキー」「マキティー」「ムチマキ」、「麻季ちゃん」など。猫アレルギーを持つ友人の影響で猫が苦手になってしまったとのことで、人生で一度も猫に触れたことがないと語っている。『専門チャンネル 専テレgo!go!』で猫の特集をした際には保護用眼鏡をかけて出演した。また、2008年2月17日、東京マラソンに同僚のアナウンサーらと共に出場、5時間38分51秒で完走した。
2011年、読売ジャイアンツの澤村拓一投手と結婚。12月17日に挙式・披露宴を行った。同年いっぱいをもって日本テレビを退社することが報じられ、これに先立ち、12月11日放送分で『Going!Sports&News』女性アシスタントを卒業、退職日である12月31日をもって『キユーピー3分クッキング』（日本テレビ制作版）のアシスタントを降板した。
日本テレビ退社後は、同局の番組に単発であるいは短期間レギュラー出演するも、アナウンサー業を一時休止。2013年3月末に離婚。
2013年8月、テンカラットに所属し、フリーアナウンサーとして活動開始。2014年4月から『ウェークアップ!ぷらす』（読売テレビ制作）のレギュラー出演をしている。
2017年2月、会社経営者の男性と再婚。相手も森姓のため、結婚後も名字は変わらない。
2017年12月8日、第1子妊娠を発表。2018年2月24日の放送をもって、4年間出演した『ウェークアップ!ぷらす』を卒業した。5月14日、第1子男児出産を報告。
2021年9月28日、第2子妊娠を発表。2022年1月28日、第2子男児出産を報告。

## 出演
太字は出演中。

### テレビ・ラジオ

#### 青山学院大学在学時
- サンデーモーニング（TBS系列） - リポーター（大学一年次より）
- 週刊スポーツTV（BSフジ） - リポーター

#### 日本テレビ在籍時
- ズームイン!!SUPER（2003年11月3日 - 2005年4月1日） - 東京旅物語・流行mori／マキ☆トレ・ズームイン!!チェック担当
- エンパラナイト（2004年10月4日 - 2005年9月30日）
- AX MUSIC TV 01（2004年4月 - 9月）
- ニュース朝いち430（2005年4月4日 - 2006年3月28日） - 月・火曜担当
- ザ!情報ツウ（2005年4月4日 - 2006年3月28日） - 月・火曜担当
- THE・サンデー（2005年4月3日 - 2007年3月25日） - 当初はスポーツコーナー担当、生中継担当を経てスポーツコーナーに戻る
- サッカーアース（2006年4月7日 - 2007年3月30日）
- NNNニューススポット（2006年4月4日 - 終了まで） - お天気コーナー、木曜担当
- PRIDE&SPIRIT 日本プロ野球（2006年4月 - 9月） - インフォマーシャルコーナー
- イブニングプレス Donna（2007年1月 - 3月） - 水曜担当
- アナ☆パラ（2008年3月31日 - 7月31日） - 「先出しリアル」コーナー担当
- 専門チャンネル 専テレgo!go!（2008年10月4日 - 2008年11月29日） - 進行
- Perfumeの気になる子ちゃん（2008年10月11日 - 終了まで） - 解説VTRナレーション
- 競輪高松宮記念杯競輪中継（2006年、群馬テレビとBS日テレの共同制作） - 司会
- Oha!4 NEWS LIVE（2006年10月11日・12日、2010年10月6日・15日） - 2006年は脊山麻理子の、2010年は宮崎宣子の各休暇に伴う代理
- NNN Newsリアルタイム（2007年4月2日 - 2010年3月26日） - サブキャスター
- 2010 FIFAワールドカップ（2010年6月15日 - 2010年7月7日） - サブキャスター
- news every.サタデー（2010年8月28日） - 森富美の代理
- ビートたけし特別主催 おバカンヌNo.1映像祭（2010年9月10日、2011年7月8日） - 進行
- NEWS ZERO（2010年9月20日 - 23日） - 進行アナウンサー代理
- 不可思議探偵団（2010年4月12日 - 終了まで）　- 秘書
- なるほど!大豆鑑（2011年4月3日 - 終了まで）　- ナレーション
- Going!Sports&News（2010年4月3日 - 2011年12月11日）　- 初代女性司会
- スポーツ中継（サッカー、2004年4月 - 2011年12月）
- 笑点 - アナウンサー大喜利
- キユーピー3分クッキング（日本テレビ制作版、2010年4月19日 - 2011年12月31日） - アシスタント
- 中井正広のブラックバラエティ（在職期間内に数度出演歴あり。退職後では2012年1月29日[14]）

#### 日本テレビ退職後からテンカラット所属前まで
- 人生が変わる1分間の深イイ話（2012年2月6日） - ゲスト
- 行列のできる法律相談所（2012年2月12日） - ゲスト
- ここ掘れ!ワンワン!（2012年8月12日 - 9月30日） - 司会

#### テンカラット所属後
- 第37回全日本少年サッカー大会（日本テレビ、2013年8月2日）
- 24時間テレビ36 愛は地球を救う（日本テレビ、2013年8月24・25日）
  - 24時間テレビもうすぐスタート!日本全国のチャレンジを生中継SP（日本テレビ、2013年8月24日）
- 上田晋也のGoing!特別版 2020年五輪開催地決定の瞬間（日本テレビ、2013年9月8日） - リポーター
- ウェークアップ!ぷらす（読売テレビ制作・日本テレビ系列、2014年4月5日 - 2018年2月24日）[6] - キャスター
- 女神のマルシェ（日本テレビ、2014年7月 - 2021年12月24日） - 司会
- 林先生の初耳学（毎日放送制作・TBSテレビ系列、2019年11月24日） - 番組内コーナー「絶対キー局!吉川美代子先生の女子アナ学」特別講師
- ブルボン presents Shining Star（ジャパンエフエムネットワーク制作・JFN系、2015年10月4日 - 2024年3月31日）

### 映画
- 豆大福ものがたり（2013年） - 友情出演